# La Veuve noire (film, 1987)
Pour les articles homonymes, voir Veuve noire (homonymie).
Pour plus de détails, voir Fiche technique et Distribution.
La Veuve noire  (Black Widow) est un film américain réalisé par Bob Rafelson et sorti en 1987.
Un remake pour la télévision, Derrière les apparences réalisé par Armand Mastroianni, a été diffusé en 2008.

## Synopsis
Sam Petersen, riche homme d'affaires new-yorkais, meurt brutalement d'un arrêt cardiaque, tout comme, quelques semaines plus tard, un riche fabricant de jouets puis un anthropologue réputé de Seattle. Le point commun de ces trois hommes est de léguer une coquette fortune à leur épouse. Alexandra Barnes, un agent du  Département de la Justice des États-Unis, est persuadée que ces morts soudaines sont liées, tandis que son collègue Michael n'y voit que des cas du syndrome d'Ondine. Troublée par les similitudes entre ces trois décès, elle se met en quête de leurs veuves, et s'aperçoit bientôt qu'une seule et même femme se cache derrière elles, la mystérieuse Catherine.
Elle retrouve cette dernière à Hawaï, où elle s'apprête à épouser Paul, un riche hôtelier... Elle va se lier d'amitié avec Catherine et Paul pour tenter de contrer la meurtrière.

## Fiche technique
- Titre : La Veuve noire
- Titre original : Black Widow
- Réalisation : Bob Rafelson
- Scénario : Ronald Bass
- Musique : Michael Small
- Costumes : Patricia Norris
- Photographie : Conrad L. Hall
- Son : Ingénieur du son
- Montage : John Bloom
- Production : Harold Schneider
- Pays d'origine :  États-Unis
- Langue : Anglais
- Genre : Thriller
- Durée : 100 minutes
- Dates de sortie :
  - États-Unis :6 février 1987
  - France : 15 avril 1987
- Interdit aux moins de 12 ans

## Distribution
- Debra Winger (VF : Maïk Darah) : Alexandra Barnes / Jessica Bates
- Theresa Russell (VF : Frédérique Tirmont) : Catherine Petersen /Renee Walker / Margaret McCorey / Marielle Dumers
- Sami Frey (VF : Sami Frey) : Paul
- Dennis Hopper (VF : Serge Lhorca) : Ben, le magnat texan du jouet
- Nicol Williamson (VF : Jean-Pierre Moulin) : William McCorey, le conservateur du musée
- Terry O'Quinn (VF : Joël Martineau) : Bruce, le patron d'Alexandra
- James Hong (VF : Jean-Claude Montalban) : Shin, le détective privé
- Diane Ladd (VF : Nicole Favart) : Etta, la sœur de Ben
- D.W. Moffett (VF : Vincent Violette) : Michael, un collègue d'Alexandra
- Lois Smith (VF : Catherine Sola) : Sara
- Leo Rossi (VF : Bernard Lanneau) : Ricci
- Danny Kamekona : l'inspecteur
- Rutanya Alda (VF : Maria Tamar) : Irene
- Mary Woronov : Shelley
- Wayne Heffley (VF : Marc Cassot) : le mari d'Etta
- Raleigh Bond : M. Martin, le notaire de Ben
- Donegan Smith : journaliste
- Christian Clemenson : Artie
- Arsenio 'Sonny' Trinidad : Tran, le serviteur de Paul
- Darrah Meeley : Dawn
- Kate Hall : jeune fille
- George Ricord : homme italien
- Richard E. Arnold : docteur
- Bea Kiyohara et Allen Nause : les caissiers
- Chris S. Ducey : un joueur de poker
- Tee Dennard : Sid
- David Mamet (VF : Philippe Peythieu) : Herb
- Johnny 'Sugarbear' Willis : James
- Gene Callahan : Monsieur Foster
- Thomas Hill : l'avocat
- Juleen Murray : assistante
- Ed Pang : serveur
- Denise Dennison et Robert J. Peters : stewards
- Rick Shuster et Al Cerullo : pilotes d'hélicoptère
- David Kasparian : chauffeur de limousine
- Mick Muldoon : le portier de l'hôtel à New-York

- David Mamet : un joueur de poker